# کفتار خال‌دار
کفتار خال‌دار (نام علمی: Crocuta crocuta) جانوری گوشت‌خوار و بزرگ‌جثه‌ترین عضو خانواده کفتاران است. قلمرو این پستاندار در گذشته سراسر اورآسیا از اروپای غربی تا چین را در بر می‌گرفت اما امروزه تنها در آفریقای جنوب صحرا به حیات خود ادامه می‌دهند. این جانور در گله‌های بزرگ مادرسالاری زندگی می‌کند که تا ۸۰ عضو دارند.
کفتار خال‌دار برخلاف باور مشهور فقط لاشه‌خوار نیست، بلکه بیشتر غذای خود را از شکار سم‌داران میان‌جثه به‌دست می‌آورد و بسیاری از اوقات بر سر شکار یا قلمرو با شیرها درگیر می‌شود. آن‌ها در قیاس با دیگر گوشت‌خواران بسیار باهوشند و برخی مطالعات حکایت از آن دارد که هوش اجتماعی کفتارها با برخی گونه‌های نخستی‌سانان برابری می‌کند.

## زیستگاه

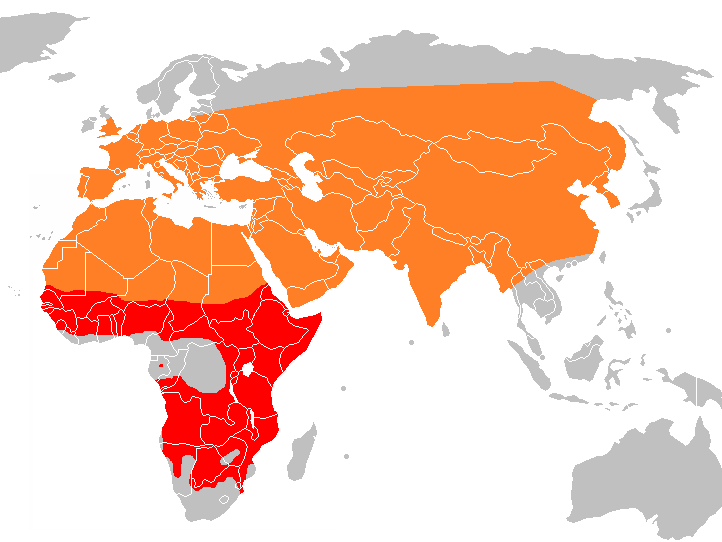
پراکنش کفتارهای خال‌دار در جهان، رنگ قرمز زیستگاه‌های حال حاضر و رنگ نارنجی زیستگاه‌های سابق آن‌ها است.

کفتارهای خال‌دار در زیستگاه‌های متنوعی از جمله مناطق نیمه‌بیابانی، ساوانا، بیشه‌ها و درخت‌زارها و حتی مناطق کوهستانی زندگی می‌کنند و در کوه‌های کنیا و اتیوپی تا ارتفاع ۴٬۱۰۰ متری هم دیده شده‌اند. اما در مناطق بیابانی بدآب‌وهوا و جنگل‌های بارانی حضور ندارند یا به ندرت دیده می‌شوند. در بسیاری از نقاط هم زیستگاهشان کاملاً نزدیک به سکونت‌گاه‌های انسانی است. آن‌ها با این که معمولاً مردارخوار به حساب می‌آیند اما شکارچیان توانا و انعطاف‌پذیری هستند که گاه به جانوران اهلی از جمله گاو، گوسفند و بز هم حمله‌ور می‌شوند.
جمعیت کفتارهای خال‌دار حدود ۲۷ تا ۴۷ هزار قلاده برآورد می‌شود. بیشترین جمعیت در زیست‌بوم سرنگتی حضور دارد که شامل ۷٬۲۰۰ تا ۷٬۷۰۰ قلاده در بخش تانزانیایی و ۵۰۰ تا ۱٬۰۰۰ در بخش کنیایی می‌شود. در پارک ملی کروگر آفریقای جنوبی هم جمعیت آن‌ها ۱٬۳۰۰ تا ۳٬۹۰۰ قلاده برآورد شده‌است. در بیشتر مناطق جنوب آفریقا جمعیت پایایی دارند اما در بیشتر نقاط غرب و شرق آفریقا، حتی در مناطق حفاظت‌شده، جمعیت آن‌ها در حال کاهش است که بیشتر به دلیل گرفتار شدن‌های اتفاقی در تله‌ها و مسمومیت با گوشت‌های آلوده از سوی انسان‌ها است.
کفتار خال‌دار برخلاف بیشتر گوشت‌خواران دیگر ترجیح ویژه‌ای در گزینش شکار ندارد. بیشترین شکار کفتارهای خال‌دار در سرنگتی و انگورونگورو، کَل یالدار و پس از آن گورخر و آهوی تامسون است. گاومیش با توجه به تفاوت در زیستگاه کمتر مورد حمله کفتار قرار می‌گیرد اما شکار گاومیش‌های بالغ به صورت اتفاقی دیده شده‌است. کفتارهای خال‌دار بالغ همچنین از ماهی، لاک‌پشت، انسان، کرگدن سیاه، بچهٔ اسب آبی، بچه فیل آفریقایی، مار بوآ و گونه‌های مختلف سم‌داران هم تغذیه می‌کنند.

## ویژگی‌های جسمی

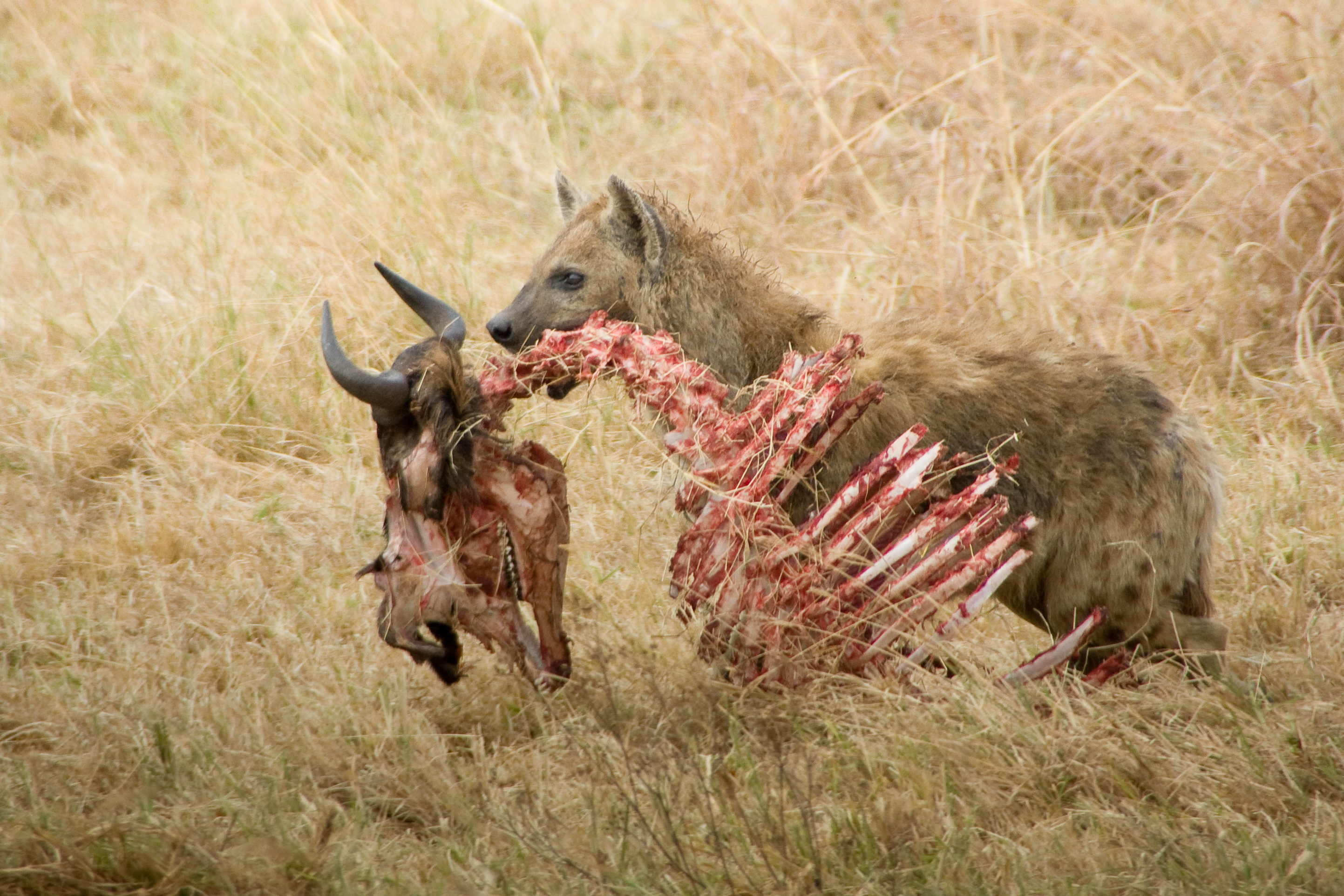
یک کفتار هنگام دریدن لاشهٔ یک گاومیش

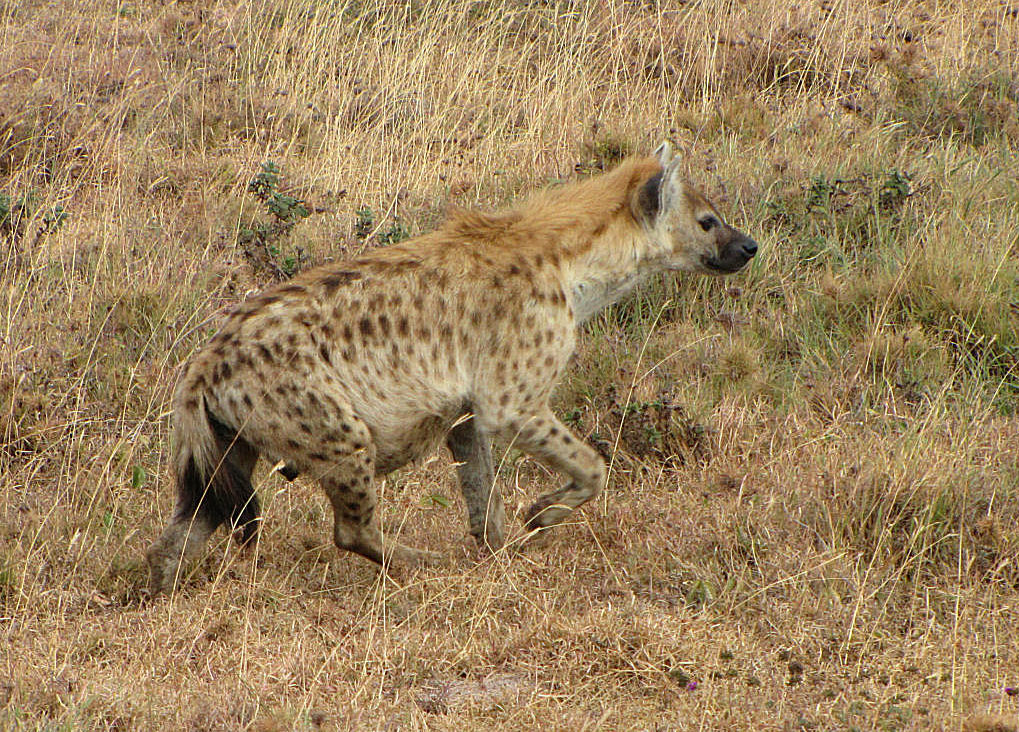
یک کفتار خال‌دار در پارک ملی انگورونگورو، تانزانیا

ارتفاع کفتارهای بالغ تا شانه حدود ۸۵ سانتیمتر است. ماده‌ها بزرگتر از نرهایند. در جنوب آفریقا وزن کفتارهای ماده تا ۸۵ کیلوگرم و نرها تا ۶۰ کیلوگرم می‌رسد. اما کفتارهای شرق آفریقا کوچکترند و وزن ماده‌ها تا ۵۵ کیلو و نرها تا ۵۰ کیلو می‌رسد. کفتارهای منقرض‌شدهٔ اروپا و آسیا بزرگ‌تر بوده‌اند و وزن آن‌ها به ۱۰۲ کیلوگرم می‌رسیده‌است.
یکی از ویژگی‌های جسمی استثنائی کفتار خال‌دار شکل اندام تناسلی خارجی جنس ماده آن است که شباهت زیادی به اندام تناسلی جنس نر دارد. لبه‌های فرج بزرگ ماده‌ها به کیسهٔ خایه جنس نر شباهت دارد و چوچولهٔ بزرگ ۱۵ سانتی‌متری آن‌ها هم شبیه به نرینگی است و قابلیت نعوظ هم دارد. مجرای ادرار و زایمان کفتارهای ماده هم در همین چوچولهٔ غیرعادی قرار دارد. تنها تفاوت چوچوله و نرینگی، سر تیرهٔ چوچوله‌است. با توجه به این شباهت‌ها و نبود تفاوت آشکار دیگری بین جنس نر و مادهٔ کفتار خال‌دار، تشخیص جنس نر و ماده این جانور از فاصلهٔ دور معمولاً از طریق مشاهدهٔ نوک پستان انجام می‌شود. کفتارهای ماده دو نوک پستان و در موارد نادری چهار نوک پستان دارند.
کفتار خال‌دار فک و دندان‌های نیرومندی دارد و نیرویی که در هنگام گاز گرفتن وارد می‌کند ۴۰٪ بیشتر از آنِ پلنگ است. توانایی فک کفتار خال‌دار در استخوان‌شکنی هم بیشتر از خرس قهوه‌ای بوده‌است. به طوری‌که دیده شده که کفتارها استخوان‌های بزرگ زرافه به قطر ۷ سانتی‌متر را خرد کرده‌اند.

## دشمن طبیعی
کفتارها دشمنی پایان‌ناپذیری با شیرها بر سر تصاحب قلمرو دارند. به‌طوری‌که حتی به صورت گلّه‌ای به نبرد با یکدیگر می‌پردازند که باعث تلفات زیاد از هر دو گروه به ویژه کفتارها می‌شود. یکی از خونبارترین این نبردها که سال ۱۹۹۹ در صحراهای اتیوپی رخ داد و دو هفته به درازا کشید که منجر به کشته شدن ۳۵ کفتار و ۶ شیر شد و با برتری شیرها همراه بود.